# Birnlücke
Birnlücke (2,665 m) granični je prijelaz na zapadnom kraju planine Hohe Tauern u Austriji, između skupine Venediger i susjednih Zillertalskih Alpa. Granica između Austrije i Italije prolazi preko prijevoja od 1919. godine. Prijevoj čini granicu između austrijske pokrajine Salzburg i talijanske pokrajine Južni Tirol, doline Krimmler Achental i Ahrntal te Parka prirode Rieserferner-Ahrn i Nacionalnog parka Hohe Tauern.
Do Schengenskog sporazuma postojala je redovita granična kontrola u Krimmler Tauernu (2,634 m).
Nedaleko južno od graničnog prijelaza na 2,441 m/nm je koliba Birnlücken (tal. Rifugio Tridentina). Izgrađena je 1900. godine, a dobila je ime po prijevoju.

## Ime
Ime Birnlücke iskrivljeno je starog pravopisa. Još 1888. prijevoj je nazvan Pyrlücke, prema starim imenima za potok, Pirra ili Birlbac h, u dolini Ahrn. Talijanski naziv je Forcella del Picco.

## Vanjske poveznice
|  | Zajednički poslužitelj ima još gradiva o temi Birnlücke |